# Атрикур
Атрику́р (фр. Attricourt) — коммуна во Франции, находится в регионе Франш-Конте. Департамент — Верхняя Сона. Входит в состав кантона Отре-ле-Гре. Округ коммуны — Везуль.
Код INSEE коммуны — 70032.

## География

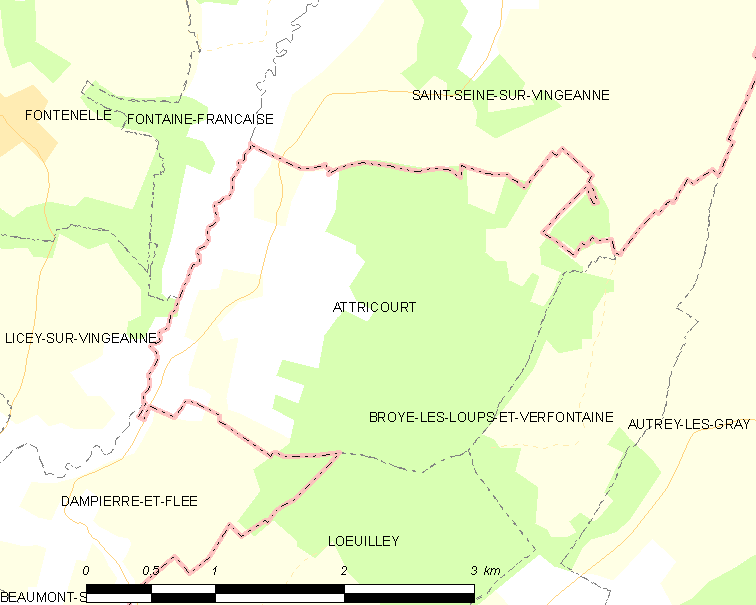
Карта коммуны

Коммуна расположена приблизительно в 280 км к юго-востоку от Парижа, в 55 км северо-западнее Безансона, в 60 км к западу от Везуля.
По территории коммуны протекает река Венжан, приток реки Сона.

## Население
Население коммуны на 2010 год составляло 36 человек.
| 1962 | 1968 | 1975 | 1982 | 1990 | 1999 | 2010 |
| ---- | ---- | ---- | ---- | ---- | ---- | ---- |
| 48   | 33   | 31   | 34   | 33   | 41   | 36   |

## Экономика
В 2010 году среди 23 человек трудоспособного возраста (15—64 лет) 18 были экономически активными, 5 — неактивными (показатель активности — 78,3 %, в 1999 году было 60,7 %). Из 18 активных жителей работали 17 человек (10 мужчин и 7 женщин), безработным был 1 мужчина. Среди 5 неактивных 0 человек были учениками или студентами, 3 — пенсионерами, 2 были неактивными по другим причинам.